# Aitor Kintana Zárate
Aitor Kintana Zárate (Vitòria, Àlaba, 15 de juliol de 1975) és un ciclista basc que fou professional entre 1998 i el 2003.
L'any 2003 va guanyar una etapa de la Volta a Catalunya i dies més tard es va veure que havia donat positiu per EPO en un control. Finalment fou sancionat amb 18 mesos de suspensió.

## Palmarès
- 2000
  - Vencedor d'una etapa del Tour de l'Avenir
- 2003
  - Vencedor d'una etapa de la Volta a Catalunya

### Resultats a la Volta a Espanya
- 2001. Abandona
- 2002. 53è de la classificació general